# The Murrough SPA
The Murrough SPA este o arie protejată (arie de protecție specială avifaunistică — SPA) din Irlanda întinsă pe o suprafață de 940,78 ha, integral pe uscat.

## Localizare
Centrul sitului The Murrough SPA este situat la coordonatele 53°02′43″N 6°02′45″W / 53.045172°N 6.045798°V.

## Înființare
Situl The Murrough SPA a fost declarat arie de protecție specială avifaunistică în noiembrie 2007 pentru a proteja 34 de specii de animale.

## Biodiversitate
Situată în ecoregiunea atlantică, aria protejată nu include niciun habitat protejat.
La baza desemnării sitului se află mai multe specii protejate de  păsări (34): lăcar-de-lac (Acrocephalus scirpaceus), pescăruș albastru (Alcedo atthis), rață lingurar (Anas clypeata), rață pitică (Anas crecca), rață fluierătoare (Anas penelope), rață mare (Anas platyrhynchos), rață pestriță (Anas strepera), Anser albifrons flavirostris, gâscă cenușie (Anser anser), stârc cenușiu (Ardea cinerea), pietruș (Arenaria interpres), ciuf de câmp (Asio flammeus), Branta bernicla, fugaci de țărm (Calidris alpina), fugaci roșcat (Calidris ferruginea), fugaci mic (Calidris minuta), prundaș gulerat mare (Charadrius hiaticula), lebădă de iarnă (Cygnus cygnus), egretă mică (Egretta garzetta), cufundar mic (Gavia stellata), Larus argentatus, pescăruș râzător (Larus ridibundus), culic mare (Numenius arquata), cormoran mare (Phalacrocorax carbo), bătăuș (Philomachus pugnax), ploier auriu (Pluvialis apricaria), chiră mică (Sterna albifrons), chiră de mare (Sterna sandvicensis), corcodel mic (Tachybaptus ruficollis), călifar alb (Tadorna tadorna), fluierar cu picioare verzi (Tringa nebularia), fluierarul de zăvoi (Tringa ochropus), fluierarul cu picioare roșii (Tringa totanus), nagâț (Vanellus vanellus).
Pe lângă speciile protejate, pe teritoriul sitului au mai fost identificate 1 specie de păsări.